# Orthonops lapanus
Orthonops lapanus là một loài nhện trong họ Caponiidae.
Loài này thuộc chi Orthonops. Orthonops lapanus được Willis J miêu tả năm 1940. Gertsch & Mulaik.